# Gelénes
Gelénes là một thị trấn thuộc hạt Szabolcs-Szatmár-Bereg, Hungary. Thị trấn này có diện tích 20,55 km², dân số năm 2010 là 519 người, mật độ 25 người/km².